# Pristavica (gmina Rogaška Slatina)
Pristavica – wieś w Słowenii, w regionie Sawińskim, w gminie Rogaška Slatina. 1 stycznia 2017 liczyła 57 mieszkańców.